# Samsung Galaxy J2 (2018)
El Samsung Galaxy J2 (2018) (también conocido como Galaxy J2 Pro (2018) o Galaxy Grand Prime Pro) es un teléfono inteligente Android fabricado por Samsung Electronics. Fue presentado y lanzado en enero de 2018.

## Especificaciones

### Hardware
El Galaxy J2 funciona con un SoC Snapdragon 425 que incluye una CPU ARM Cortex-A53 de cuatro núcleos a 1,4 GHz, una GPU Adreno 308 con 1,5 (Pro) o 2 GB de RAM. El almacenamiento interno de 16 GB se puede ampliar hasta 256 GB a través de una tarjeta microSD.
Tiene una pantalla Super AMOLED de 5,0 pulgadas con una resolución de 540×960 px. El J2 (2018) presenta 8 megapíxeles con apertura f/2.2, flash LED, enfoque automático y HDR; la cámara frontal tiene 5 MP con apertura f/2.2.

### Software
El Galaxy J2 fue lanzado con Android 7.1.1 "Nougat" y actualmente tiene 8.1 "Oreo" (para 2 GB de RAM).